# Rolf Norberg
Rolf Norberg, né le 31 janvier 1952, est un joueur suédois de tennis.
Il a remporté la Coupe Davis 1975 avec l'équipe de Suède.

## Carrière
Lors de la Coupe Davis 1975, il joue un match de double en 1/4 de finale qu'il perd et est sélectionné pour la finale mais ne joue pas. Il joue également en 1973, 1976 et 1977.
Au tournoi de Roland-Garros 1977 au 2e tour, il bat le 9e mondial Eddie Dibbs (6-3, 3-6, 7-5, 6-4).
Il a encore atteint la finale du tournoi de double d'Aix-en-Provence avec Patrice Dominguez qu'ils perdent contre Ilie Năstase et Ion Țiriac (6-1, 5-7, 3-6, 3-6).

## Palmarès

### Finale en double
| No | Date       | Nom et lieu du tournoi        | Catégorie | Dotation | Surface      | Vainqueurs              | Partenaire        | Score              |  |
| -- | ---------- | ----------------------------- | --------- | -------- | ------------ | ----------------------- | ----------------- | ------------------ |  |
| 1  | 26-09-1977 | Raquette d'Or Aix-en-Provence |           | 50 000 $ | Terre (ext.) | Ilie Năstase Ion Țiriac | Patrice Dominguez | 1-6, 7-5, 6-3, 6-3 |  |